# Bataille de Goito
première guerre d'indépendance italienne
Batailles
- Cinq journées de Milan
- Pastrengo
- Santa Lucia
- Vicence
- Cornuda
- Curtatone et Montanara
- Goito
- Custoza
- Milan
- Novare

La bataille de Goito fut un épisode de la première guerre d'indépendance italienne. Elle eut lieu le 30 mai 1848, lorsque l'armée autrichienne commandée par le général Radetzky fut repoussée alors qu'elle tentait de déloger le premier Corps d'armée de l'armée sarde des positions qu'elle tenait pour protéger les ponts sur le Mincio, dans le village de Goito à environ 20 km au nord-ouest de Mantoue. Victor-Emmanuel II, futur roi d'Italie, fut blessé à la cuisse par un coup de feu.

## Sources
- (it) Cet article est partiellement ou en totalité issu de l’article de Wikipédia en italien intitulé « Battaglia di Goito » (voir la liste des auteurs).